# 鄂圖曼帝國的附屬國
鄂圖曼帝國的附屬國是宗主權在樸特的附屬國，通常在鄂圖曼土耳其帝國的外圍。樸特並沒有對這些附屬國有直接控制的機制。

## 作用
部分附屬國主要作為緩衝國，如在歐洲，奧斯曼帝國與十字軍國家之間的附屬國及在亞洲奧斯曼帝國與什葉派之間的附屬國。附屬國的數目隨著時期而變化，當中較著名的有克里米亞汗國、瓦拉幾亞、摩爾多瓦、特蘭西瓦尼亞及庫爾德斯坦酋長國。其他諸如保加利亞王國、匈牙利王國、塞爾維亞王國及波斯尼亞等在被奧斯曼帝國吞併之前也是附屬國。具商貿價值的有伊梅雷蒂、薩梅格雷洛、希俄斯、愛奧尼亞群島合眾國、拉古薩共和國。一些細小的地區如蒙特內哥羅及黎巴嫩山並沒有完全附屬於奧斯曼帝國。

## 形式

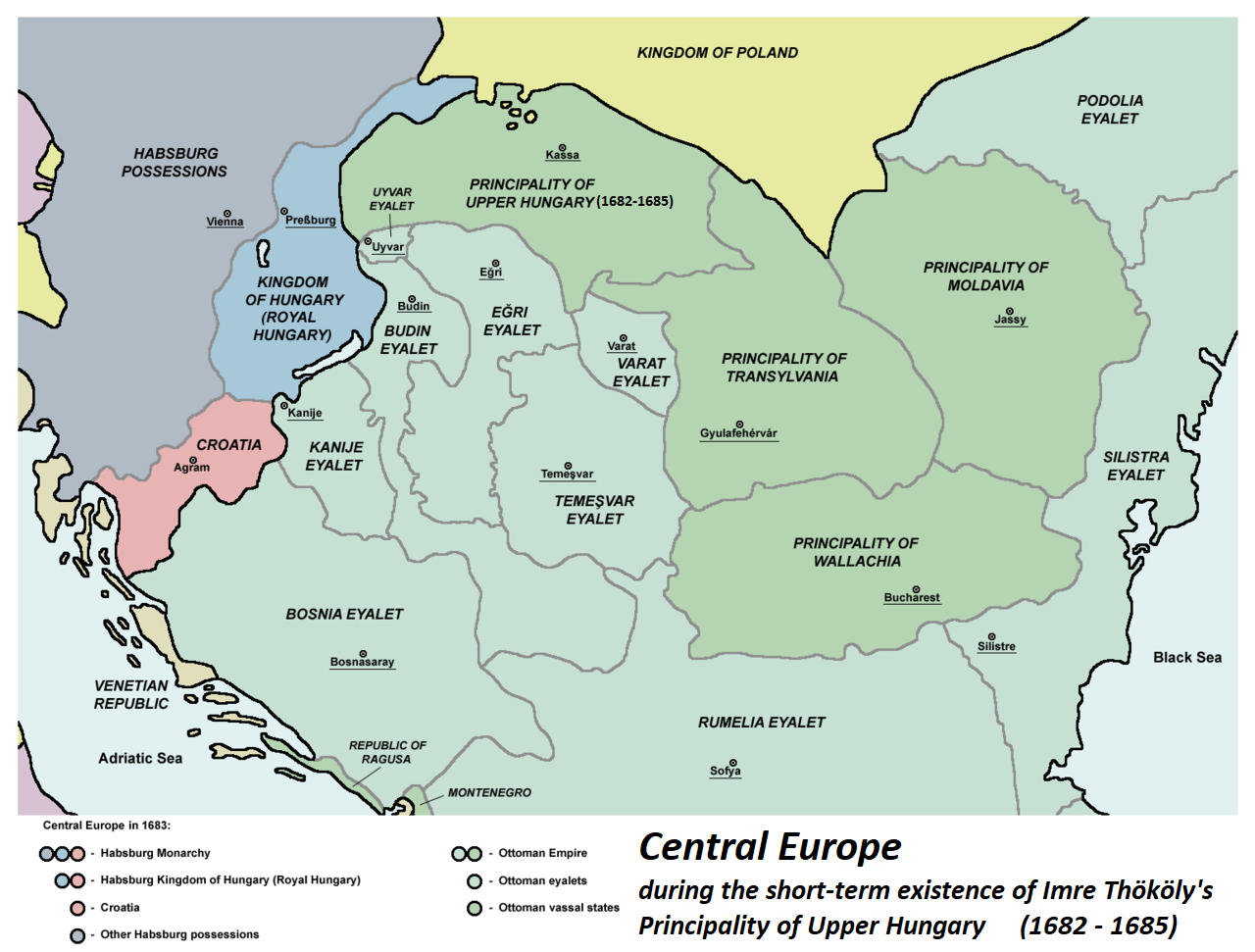

- 一些附屬國被歸入行政區劃系統，如桑賈克貝伊（Sanjak-bey），桑賈克貝伊是掌管桑賈克的長官，或者是地區的繼承者（如一些以庫爾德人為主的桑賈克），一些附屬國可以選舉他們的領袖（如阿爾巴尼亞、伊庇魯斯及摩里亞），甚或實際上是獨立的地區（如阿爾及利亞、突尼斯、塞浦利坦尼亞）[5]。
- 不屬於行政區劃系統的有摩爾多瓦、瓦拉幾亞及特蘭西瓦尼亞。這些附屬國須向奧斯曼帝國納貢，樸特有權委任或罷免附屬國的統治者，並有駐軍權及外交控制權[6]。
- 一些附屬國如拉古薩共和國向奧斯曼帝國納貢及承認奧斯曼帝國的宗主權是為了保證其地區的完整性[7]。
- 其他如麥加謝里夫承認奧斯曼帝國的宗主權，但卻受到樸特的補助。

還有一些次級附庸如諾蓋人、切爾克斯人是克里米亞汗國的附庸。一些柏柏爾人及阿拉伯人向一些北非的贝勒贝伊（地區長官）納貢，這些貝勒貝伊本身是奧斯曼帝國的附庸。
一些國家向奧斯曼帝國納貢以取回受奧斯曼帝國約束的地區，如哈布斯堡王朝向奧斯曼帝國納貢換取匈牙利部分地區，威尼斯共和國納貢換取扎金索斯。
其他來自外國的貢物，有一些是由俄國及波蘭立陶宛聯邦支付的「保護費」，這些費用通常都是交給奧斯曼帝國的附庸國克里米亞汗國，而不是直接交給蘇丹。

## 附庸國
| 附庸國家         | 存續日期                                 | 備註                                                                      |
| ---------------- | ---------------------------------------- | ------------------------------------------------------------------------- |
| 克里米亞汗國     | （1478年－1774年）                       | 1774年俄土两国缔结《库楚克-凯那尔吉和约》，克里米亚汗国脱离土耳其而独立。 |
| 保加利亞親王國   | （1878年－1908年）                       |                                                                           |
| 蒙特內哥羅公國   | （1478年－1878年）                       |                                                                           |
| 罗马尼亚联合公国 | （1862年－1877年）                       | 1878年俄土战争后根据《柏林条约》取得独立。                                |
| 瓦拉几亚         | （1395年－1397年，1417年－1861年）       |                                                                           |
| 摩爾達維亞公國   | （1465年－1457年，1503－1861年）         |                                                                           |
| 特蘭西瓦尼亞公國 | （1543年－1692年）                       |                                                                           |
| 塞爾維亞公國     | （1817年－1830年；自治：1833年－1878年） |                                                                           |